# دروغگو! (داستان کوتاه)
دروغگو! (انگلیسی: Liar!) داستان کوتاهی علمی-تخیلی نوشتهٔ آیزاک آسیموف است. در شمارهٔ ماه مِی ۱۹۴۱ علمی-تخیلی شگفت‌انگیز برای اولین بار چاپ شد و سپس در کتاب‌های من، ربات (۱۹۵۰) و ربات کامل (۱۹۸۲) نیز گردآوری شد. سومین داستان مجموعهٔ ربات محسوب می‌شود. گرچه واژهٔ «ربات» توسط نویسندهٔ چک کَرِل چَپِک (از طریق نمایشنامهٔ سال ۱۹۲۰ او با عنوان آر. یو.آر.) وارد عرصهٔ عمومی شده بود؛ بر اساس فرهنگ انگلیسی آکسفورد در داستان دروغگو! برای اولین بار واژهٔ «رباتیک» استفاده می‌شود. رویدادهای این داستان کوتاه در رمان ربات‌های سپیده‌دم نیز ذکر می‌شوند.

## خلاصهٔ داستان
به دلیل نقص فنی در تولید، رباتی، آربی-۳۴ (و یا به نام هربی) ایجاد می‌شود که توانایی تله‌پاتی دارد. در زمانی که متخصصانِ ربات در حال بررسی دلیلِ این مسئله هستند، ربات به آنها می‌گوید که دیگران چه فکری می‌کنند. ولی هنوز قانون اول در این ربات وجود دارد، پس در زمان لازم از عمد دروغ می‌گوید تا از آسیب زدن به احساساتشان اجتناب کند (و خوشحالشان کند به خصوص از جنبه رمانس).
با این وجود، با دروغ گفتن، به هر حال به آنها آسیب می‌زند. وقتی سوزان کالوین او را با این حقیقت رو به رو می‌کند (با پافشاری زیاد، چون هربی به نادرستی گفته بود که همکارش شیفتهٔ او شده - دروغی دردآور) ربات دچار تعارض منطقیِ حل‌نشدنی می‌شود، و از پا در می‌آید.